# Campo-Giro
Le Campo-Giro est un pistolet semi-automatique utilisant des cartouches de type 9 × 23 mm Largo, qui a servi dans l'armée espagnole.  

## Historique
Ce pistolet a été inventé par don Venancio López de Ceballos y Aguirre (1856-1916), comte de Campo-Giro et lieutenant colonel d'artillerie, qui dépose le 25 janvier 1905 un brevet d'exploitation pour cette arme. L'étude et l'expérimentation se déroulent à la fabrique d'arme d'Oviedo.
Une commission d'étude déclare le 30 juillet 1912 le pistolet Campo-Giro réglementaire et fiable pour sa future exploitation.
Par décret royal du 24 septembre 1912, ce pistolet devient l'arme réglementaire des forces armées espagnoles. Un nouveau décret royal du 5 janvier 1914 déclare réglementaire le « Pistolet Campo-Giro, de 9 mm, modelo 1913 » avec la dénomination Pistª Autª mod.1913.
La fabrication fut attribuée à la fabrique basque Esperanza y Unceta en 1914. 
1300 unités furent construites : 960 pour l'armée et 340 pour la vente publique. La production cessa rapidement en raison du déclenchement de la Première Guerre mondiale, qui donna la priorité à la fabrication de pistolet Ruby Llama pour les belligérants.
Un nouveau décret royal du 16 septembre 1916 change la dénomination du pistolet Campo-Giro de 9 mm. Il s'appelle dorénavant modèle 1913-16.
13 625 pièces furent fabriquées en 1919. 
La munition pour tous les Campo-Giro est similaire au 9 mm Largo produit par l'usine de pyrotechnie militaire de Séville depuis 1907, et est contemporaine de la Bergmann du même calibre. Mais il a bel et bien existé un 9 mm « Campo Giro », avec des caractéristiques balistiques uniques.

## Caractéristiques techniques
- Cartouche : Calibre 8,81 mm. Catégorie guerre. Type Campo Giro. Ordinaire. Modèle 1913. Long 32 mm, poids 12,92 g.
- Balle : Type Arrondie. Blindée. Cupronickel. Cœur de plomb antimonié. Longueur 16 mm, Diamètre 9,1 mm, poids 128 grains.
- Capsule à percussion : Type Berdan. 18 milligrammes de mélange détonant. Laiton 72/28. Diamètre 4,5 mm. Poids 2,31 grains.
- Douille : Cylindrique, entaillée, avec rainure. Laiton 72/28. Longueur 23 mm. Poids 63,27 grains.
- Poudre : Charge de 41 g (6,17 grains) de combustion progressive, sans fumée. Une base.
- Caractéristiques balistiques : Vitesse initiale 355 m/s. Énergie à la bouche 53 kgm. pression en chambre moins de 2500 kg/cm2. Portée max 2000 m, Portée efficace 50 m. Perfore 10 cm de bois de pin à 50 mètres.